# جروم سونرات
جروم سونرات (انگلیسی: Jérôme Sonnerat؛ زادهٔ ۱۹ فوریهٔ ۱۹۸۵) بازیکن فوتبال اهل فرانسه است.
از باشگاه‌هایی که در آن بازی کرده‌است می‌توان به باشگاه فوتبال سروت ۱۸۹۰، باشگاه فوتبال لشو دو فوند، باشگاه فوتبال لوزان-اسپورت، و باشگاه فوتبال آنژه اشاره کرد.